# Mário Jorge da Fonseca Hermes
Mário Jorge da Fonseca Hermes, né le 14 août 1926 à Niterói (Brésil) et mort le 28 juin 2019 à Rio de Janeiro (Brésil), est un joueur brésilien de basket-ball. Il évolue durant sa carrière au poste de pivot.

## Carrière
Mário Hermes commence sa carrière en 1941 au sein du club Clube Central de Niterói. Il rejoint ensuite la section basket-ball (en) du Clube de Regatas do Flamengo avec laquelle il remporte dix titre de champion de l'État de Rio de Janeiro entre 1951 et 1960. Il est également membre de la sélection brésilienne, remportant une médaille de bronze aux Jeux panaméricains de 1951. Lors des Jeux olympiques d'été de 1952 à Helsinki, il est le porte-drapeau de la délégation brésilienne, l'équipe brésilienne terminant sixième du tournoi olympique. Il remporte ensuite la médaille d'argent du championnat du monde 1954 au Chili.
En 1988, il accepte l'invitation de la Confédération brésilienne de basket-ball d'exercer une activité non rémunérée dans l'entité. Il dirige les délégations brésiliennes de basket-ball à l'édition 1989 du championnat d'Amérique du Sud en Équateur, à celle de la même année du championnat des Amériques au Mexique, au Goodwill Games 1990 à Seattle et au championnat du monde 1990 en Argentine.
En 2007, il a défilé avec le flambeau des Jeux panaméricains qui se déroulent à Rio de Janeiro.

## Palmarès
- Finaliste du championnat du monde 1954
- 3e des Jeux panaméricains de 1951